# Aeroportul Aldan
Aeroportul Aldan (IATA: ADH, ICAO: UEEA) este un aeroport din Iacutia, Rusia ce deservește zona Aldan⁠(d). Aeroportul a fost tranzitat în 2017 de 3.340 de pasageri. A fost numit după zona deservită.
Situat la o altitudine de 683 m, aeroportul dispune de 1 pistă.

## Infrastructură

### Piste
Aeroportul dispune de o singură pistă. Pista 06/24 are suprafața de asfalt și dimensiunile 1.376 m × 35 m. 